# نجات رحيموف
رافع أثقال من كازاخستان حصل على ميدالية ذهبية في اولمبياد ريو 2016 في وزن 77 كيلو غرام وفي نفس اليوم حصل الرباع الصيني لي شاوجين على فضية والمصري محمد ايهاب على برونزية وكان رحيموف حصل على نفس مجموع الصيني لكن الوزن الشخصي اعطى الافضلية للرباع الكازاخستاني وفي أحد رفعات النتر حصل على ثلاث رايات باللون الابيض و هذه علامة صحيحة لكن بعد تحليل الرفعة تحليل دقيق اكتشفوا ان الرباع يفترض ان يثبت لكنه لم يفعل ذلك ولهذا ألغيت الرفعة.

## وصلات خارجية
- نجات رحيموف على موقع الاتحاد الدولي (الإنجليزية)
- نجات رحيموف على موقع IAT Database Weightlifting (الألمانية)
- نجات رحيموف على موقع اللجنة الأولمبية الدولية (الإنجليزية)
- نجات رحيموف على موقع أوليمبيديا (الإنجليزية)